# Église Christ-Roi de Pointe-Noire
Pour les articles homonymes, voir Église du Christ-Roi.
L'église Christ-Roi est un édifice religieux appartenant à l'Église catholique romaine et situé à Pointe-Noire, la capitale économique de la République du Congo.
Elle est située dans le diocèse de Pointe-Noire (Dioecesis Nigrirostrensis), créé le 14 septembre 1955 par la bulle Dum Tantis du Pape Pie XII, inclus dans la province ecclésiastique de Brazzaville. Le rite utilisé est le rite catholique romain.

## Localisation
L'église Christ-Roi se situe dans Loandjili, le quatrième arrondissement de Pointe-Noire, le long de la route nationale 1, à une centaine de mètres de l'ancienne agence de la SNE (Société nationale d'électricité).

## Histoire
Initialement annexe de la paroisse Saint-Christophe de Mvoumvou (rond-point Sympathique), l'église Christ-Roi a été fondée en 1973. Elle deviendra autonome 18 années plus tard.
Le Père spiritain Pierre Wauters, alors vicaire de ladite paroisse Saint-Christophe, de 1960 à 1973 est donc, le pionnier de cette œuvre.
Nommé curé à Saint-Christophe en 1983, le père Wauters confie les rênes de sa paroisse à l'abbé François de Paul Moundanga-Ibeni d'heureuse mémoire.
En octobre 1991, la paroisse Christ-Roi reçoit son premier curé résident, en la personne de l'abbé Jean-Pierre Fouti. Il avait pour priorité la vie spirituelle de la communauté.
De 1991 à 1993, l'abbé François Malouta prend le relais avec comme priorité, les communautés ecclésiales de base (Mabundu). L'abbé Alain Loemba Makosso, l'actuel vicaire général et curé de la paroisse arrive pour l'année pastorale 1996-1997. Sa priorité a été la construction de l'Église famille de Dieu.
L'édifice a été inauguré par l'évêque de Pointe-Noire Jean-Claude Makaya Loembe en 2007, après plus de cinq années de travaux, et plusieurs décennies d'attente pour trouver des fonds
La chapelle Sainte-Face-de-Jésus, érigée en 1997, et située dans le quartier Faubourg dans l’arrondissement 5 Mongo-Poukou, dépendait autrefois de celle de Christ-Roi. En 2000, Sainte-Face a été érigée en paroisse et consacrée le dimanche 19 avril 2015, par Monseigneur Miguel Angel Olaverri Arroniz, évêque salésien de Don Bosco de Pointe-Noire.

## Architecture
L'église Christ-Roi est un bel édifice de 57 mètres de long sur 20 mètres de large, avec deux grands clochers.
L'intérieur montre une grande nef d'un blanc immaculé, surmontée d'un plafond marqueté de bois. On trouve latéralement des tribunes à colonnes; la lumière pénétrant par les larges fenêtres en ogive du niveau inférieur, ainsi que les petites ouvertures, toujours de forme ogivale au sommet des murs latéraux.
Une statue de saint Michel Archange se trouve dans une des chapelles latérales.